# Янгуди-Раса
Национальный парк Янгуди-Раса — национальный парк в регионе Афар Эфиопии с территорией 4730 км². Большая часть территории представляет собой равнину Расса, покрытую в основном песчаными полупустынями и саванновыми редколесьями и травяными сообществами. С юга долина окружёна горами Янгуди высотой от 400 до 1459 метров над уровнем моря. С разных сторон от парка проживают враждующие народности афар и исса, и хотя большая часть парка находится в зоне, где они избегают друг друга, это создаёт проблемы для охраны парка. Штаб-квартира парка находится в городе Гоуане. Территорию национального парка пересекает шоссе.
О необходимости парка для защиты сомалийского дикого осла (Equus africanus somaliensis) говорилось с 1976 года, об основании объявлено в 1978 году, но всё необходимое оформление не было завершено и в 2002 году.
Последний раз этих ослов видели в 1994 году, в 2007 году было констатировано его исчезновение с территории Ягунди-Раса, однако до сих пор дикий осёл встречается в прилегающем с севера заповеднике Майле-Сердо.

## Фауна
Среди крупных животных, обитающих в парке — орикс, сомалийская газель, геренук, леопард, гепард и зебра Греви. Из птиц представляют интерес малый фламинго, Petronia brachydactyla и Ardeotis arabs. Является местом зимовки степной пустельги и степного луня.